# Spalax leucodon
Spalax leucodon és una espècie de mamífer rosegador de la família dels espalàcids. Viu al sud-est d'Europa i, possiblement, al nord-oest d'Anatòlia, sobretot a estepes, però també a herbassars oberts. Menja arrels, fulles, tiges i fruites. La seva llargada corporal és d'entre 15 i 27 cm i el seu pes d'entre 140 i 220 grams. No té cua i és completament cec. El seu nom específic, leucodon, significa ‘dent blanca’.